# RMIT University
Royal Melbourne Institute of Technology, populært kaldet RMIT University, er et teknisk universitet beliggende i Melbourne i delstaten Victoria, Australien. RMIT har i alt omkring 50.000 studerende, hvoraf mange er udenlandske.
Universitetet blev grundlagt i 1887 af filantropen Francis Ormond og er den tredjeældste videregående uddannelsesinstitution i Victoria og den syvendeældste på landsplan. Universitetet har det som det eneste i Australien kongeligt mæcenat.